# Río Mearim
El río Mearim es un largo río del norte de Brasil que baña el estado de Maranhão. Tiene una longitud total de 930 km, drena una cuenca de 94.710 km² y pertenece a la Región Hidrográfica del Atlántico Noreste Occidental - Mearim/Pindaré.

## Geografía

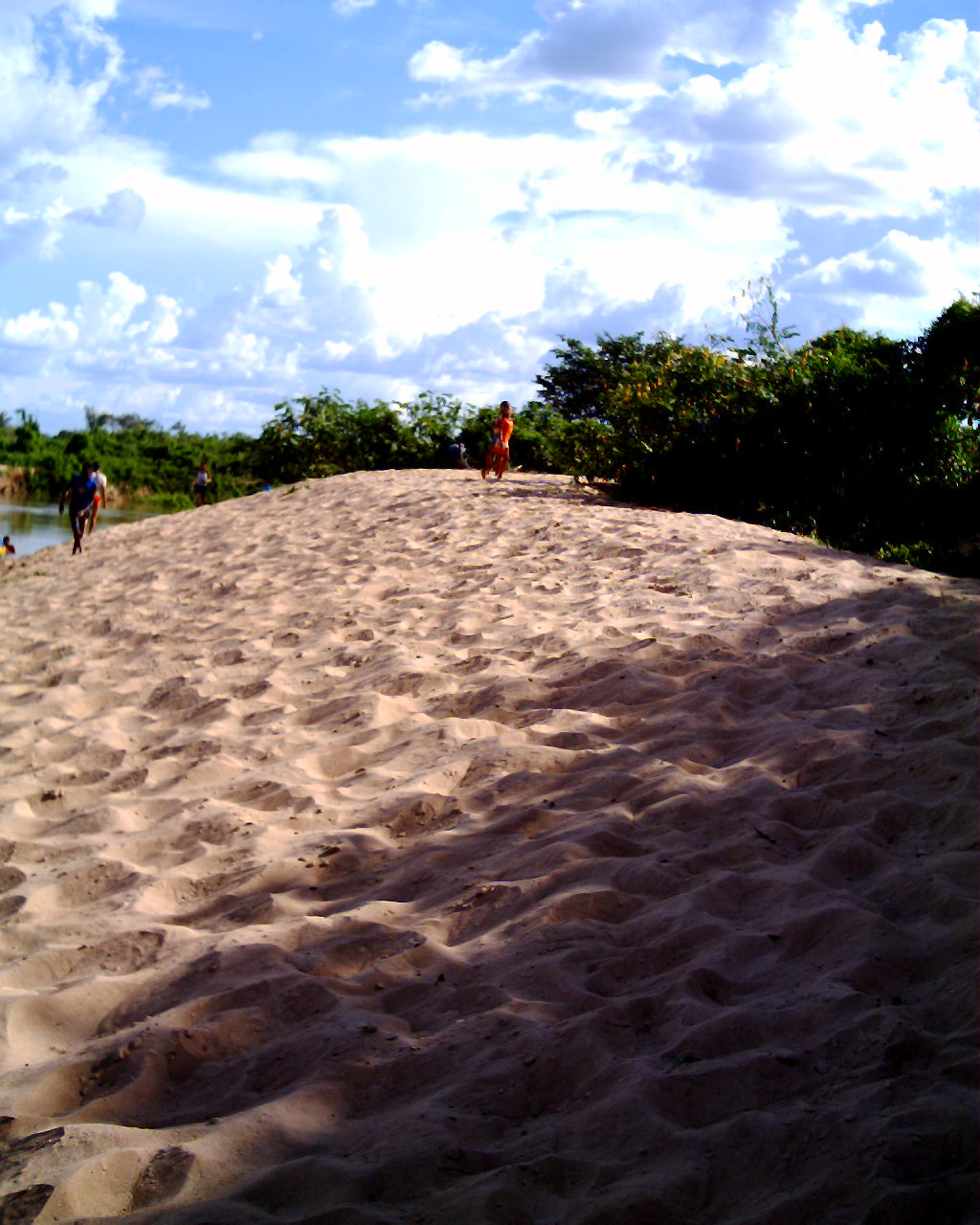
Lugar de baño en el río próximo a Pedreiras

El río Mearim nace en la parte meridional del estado de Maranhão, en la confluencia de las sierras Negra, Menina e Crueiras. Se dirige primero en dirección norte, hasta llegar al Área Indígena de Bacurizinho, que bordea por sus extremos oeste y norte, recibiendo luego, por la derecha, al río Enjeitado, el primero de sus afluentes de importancia. Se vuelve luego hacia el noreste, cruzando el Área Indígena de Guajara y pasando por la localidad de Altamira. Luego llega a la ciudad de Barra do Corda (82.692 hab. en 2010), donde tiene lugar el encuentro con los ríos Corda y Capim. A partir de aquí el río es totalmente navegable (un tramo de 645 km hasta su desembocadura) y sigue en su avance manteniendo la misma dirección noreste, hasta alcanzar Axixá y, al poco, por la derecha, recibir al río Das Flores (que tiene como afluente a su vez al río Pacuma).
El río se vuelve nuevamente hacia el norte, siguiendo por las localidades de Esperantinópolis, Marianopolis, Pedreiras (39.481 hab.), Trisidela do Vale, São Luís Gonzaga, Bacabal (99 960 hab.) Lapela, Vitória do Mearim (31.234 hab.) y Arari (28 477 hab.), ya cerca de la desembocadura y donde se aprecia el fenómeno de la pororoca o macareo. Desemboca en la bahía de São Marcos, a la altura de la isla de los Caranguejos [Cangrejos], en un amplio estuario donde desaguan también los ríos Pindaré y Grajaú que algunos consideran afluentes del Mearim.